# Balestrand
Balestrand est une ancienne kommune norvégienne située dans le comté du Sogn og Fjordane et la région du Sogn. Son premier maire a été Harald Ulrik Sverdrup en 1849.
Les principaux bâtiments de la ville sont l'hôtel Kvikne, datant du XIXe siècle et construit en bois dans le style architectural suisse, et l'église Saint-Olaf, église anglicane construite dans le style d'une stavkirke, église médiévale norvégienne construite en bois. Balestrand présente de beaux exemples de l'architecture de « style dragon » (drakstil).
L'hôtel Kvikne est l'un des plus célèbres hôtels des fjords de Norvège et fut très populaire au début du XXe siècle. L'empereur Guillaume II d'Allemagne y passa même ses vacances d'été avant la Première Guerre mondiale.
Les autres attractions de Balestrand sont l'Aquarium du Sognefjord et le Musée du Tourisme.